# Catocala ilia
Catocala ilia är en fjärilsart som beskrevs av Pieter Cramer 1779. Catocala ilia ingår i släktet Catocala och familjen nattflyn. Inga underarter finns listade i Catalogue of Life.

## Bildgalleri

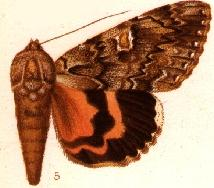
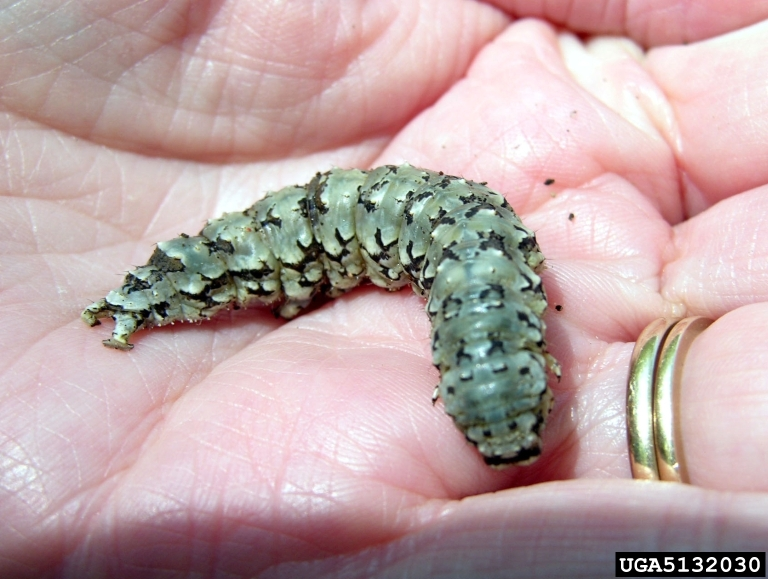
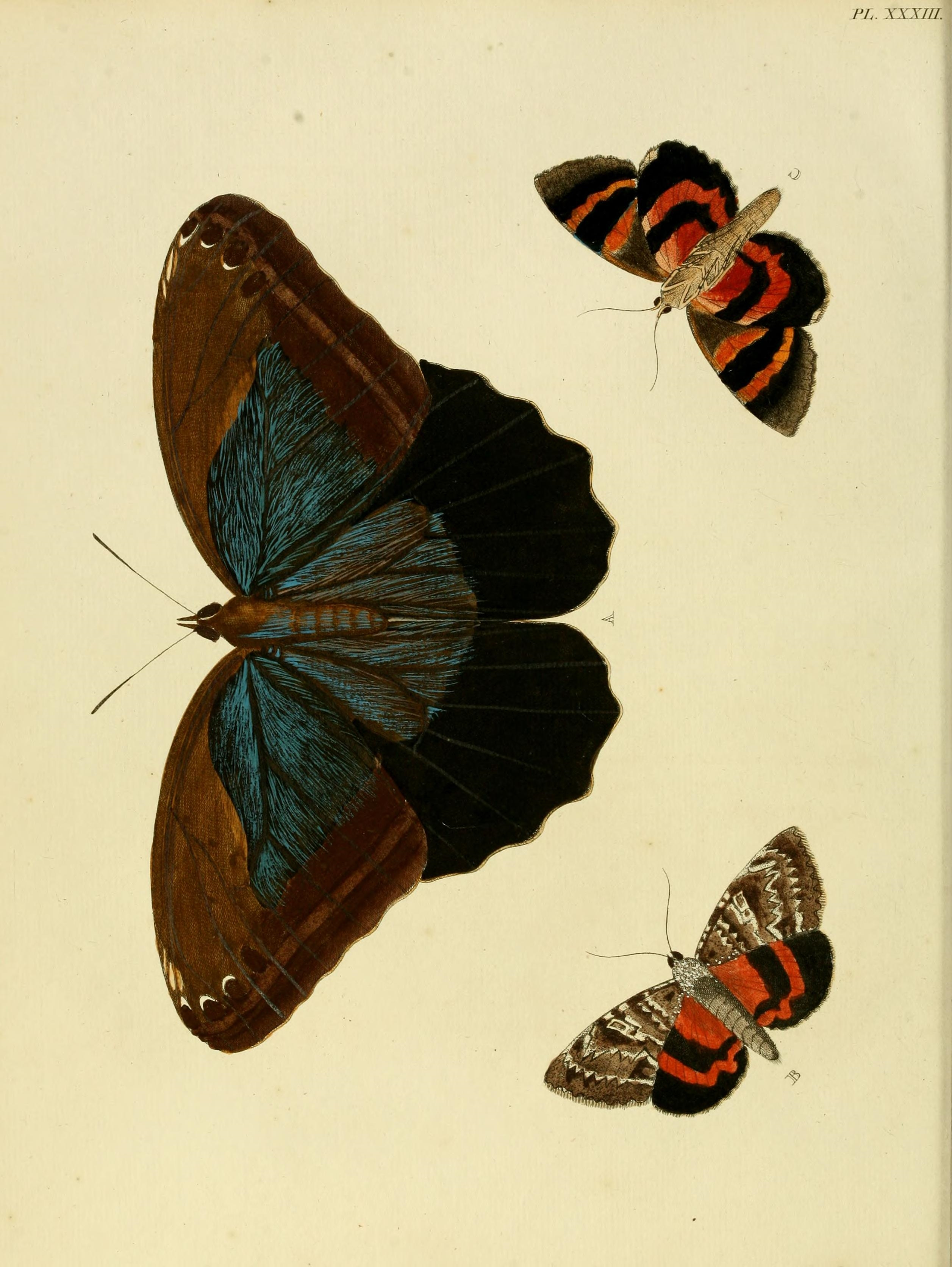
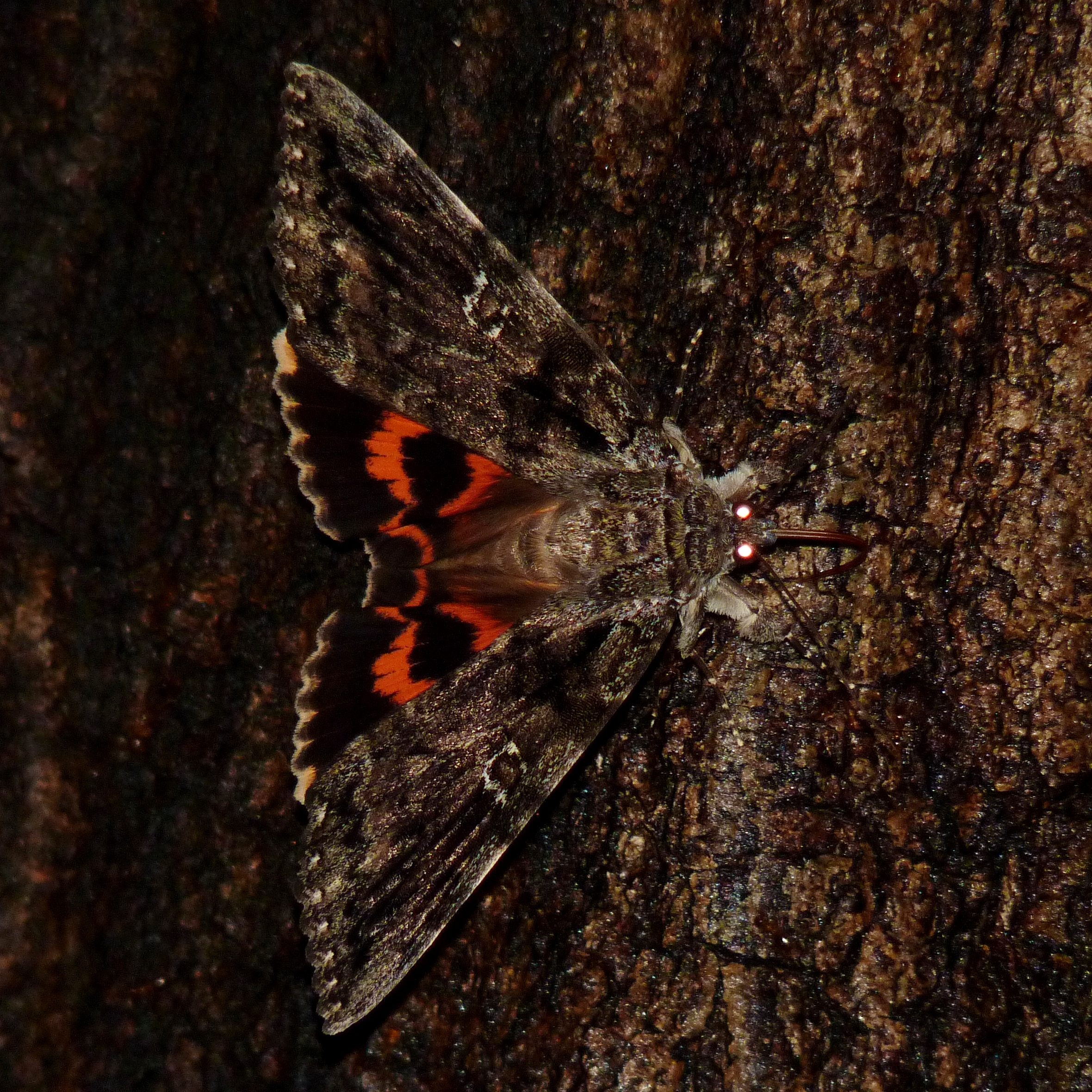